# Тессейр, Вавжинец
Вавжинец Тессейр (пол. Wawrzyniec Teisseyre, 10 августа 1860, Краков — 2 апреля 1939, Львов) — польский учёный французского происхождения в области геологии. Доктор философии (1885). Член-корреспондент Польской АН (1935). 

## Биография
Родился 10 августа 1860 года в Кракове (ныне Малопольское воеводство, Польша).
Окончил гимназию города Тарнополя (в частности, в 1876 году окончил VI класс, в 1878 году был учеником VIII-го, его одноклассником был Евгений Олесницкий), учился во Львовском и Венском (Австрия) университетах. До 1877 года работал ассистентом в Ягеллонском университете (г. Краков). По заданию Физиографические Комиссии Польской Академии знаний осуществил научные исследования на территории Подолье, где выяснял вопрос стратиграфии и условий формирования миоценовых отложений (включая Подольские Товтры). С 1891 года работал на должности доцента кафедры палеонтологии Львовского университета. После 1-й мировой войны — вице-директор Государственного геологического института в г. Варшава (Польша). С 1925 года — профессор, с 1935 — титулярный профессор «Львовской политехники». С 1920 года также Член-корреспондент Польской АН.
Автор более 80 научных трудов, в частности, труды по геологии и тектоники Подолья, Карпат и Прикарпатья (зона Т-Т).
Умер 2 апреля 1939 года во Львове.